# Ari Behn

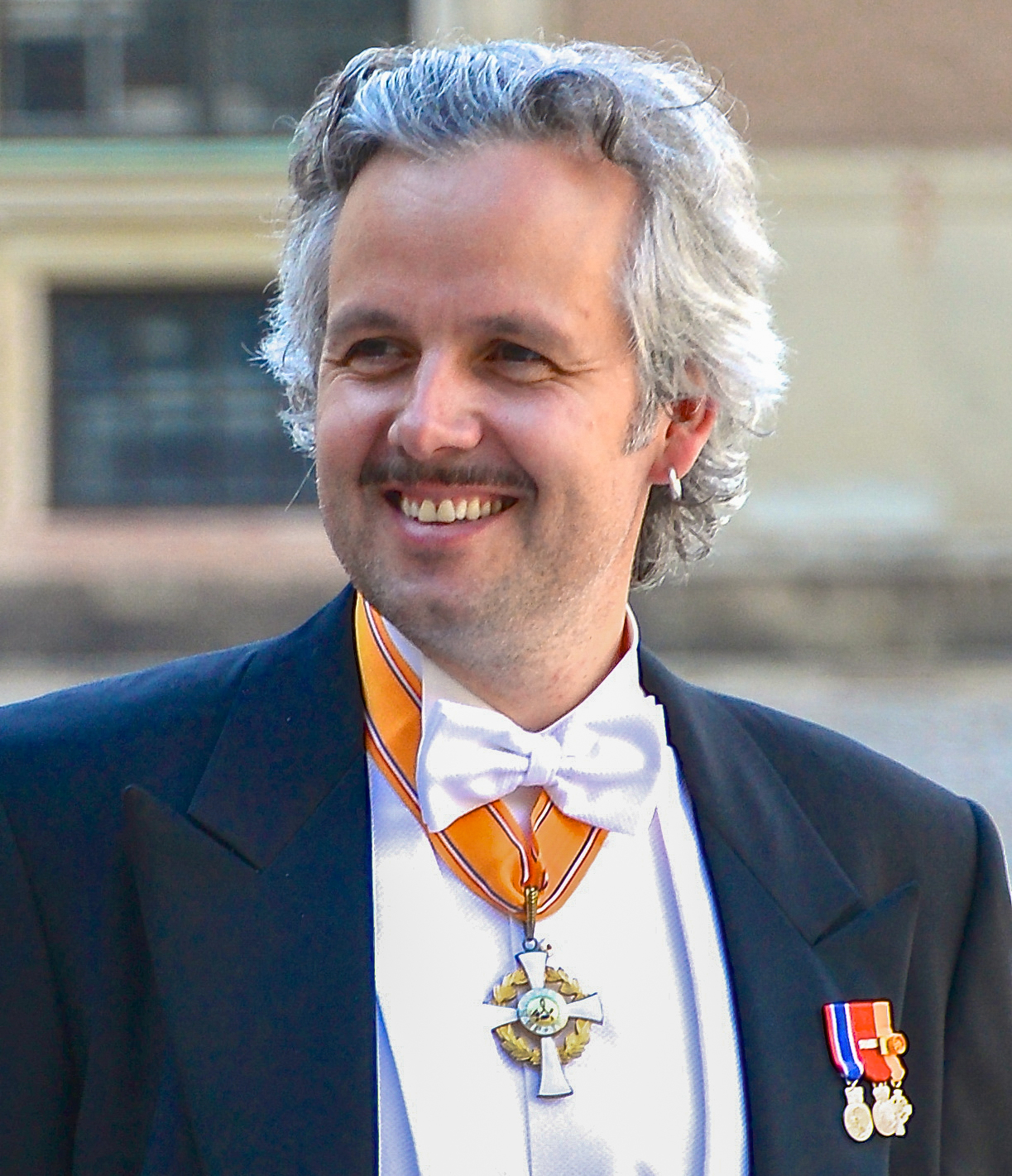
Ari Behn (2013)

Ari Mikael Behn (ursprünglich: Ari Mikael Bjørshol; * 30. September 1972 in Aarhus, Dänemark; † 25. Dezember 2019 in Lommedalen, Norwegen) war ein norwegischer Schriftsteller und Designer und von 2002 bis 2017 der Ehemann von Prinzessin Märtha Louise von Norwegen.

## Leben
Ari Mikael Bjørshol, ursprünglich und im Familienkreis Mikael genannt, war der Sohn des Waldorfpädagogen Olav Bjørshol und der Physiotherapeutin Marianne Solberg. Er hatte zwei jüngere Geschwister, Anja Bjørshol und Espen Bjørshol. Sein Vater wurde von dem Rechtsanwalt Bjarne Nikolai Bjørshol adoptiert; sein biologischer Großvater väterlicherseits Terje Erling Ingebrigtsen (1933–2009) war Automechaniker aus Tromsø. Seine Familie lebt in Moss.
Ursprünglich hieß Ari – wie seine Geschwister – Bjørshol, änderte 1996 aber seinen Nachnamen in den Geburtsnamen seiner Großmutter. Der Name Behn ist deutscher Herkunft. Seine Eltern ließen sich 1983 scheiden, lebten dann mit neuen Partnern zusammen und sind seit 2007 wieder miteinander verheiratet.
Behn besuchte von 1979 bis 1991 die Waldorfschule in Moss. Er arbeitete als Gabelstapler-Fahrer und als Dokumentarfilmer. Dabei erregte ein Dokumentarfilm Aufsehen, der ihn zusammen mit Kokain konsumierenden Prostituierten in Las Vegas zeigt. 2001 drehte er einen kritischen Film über den Afghanistan-Krieg.
1999 erschien sein erster Erzählband Trist som faen („Traurig wie die Hölle“); danach veröffentlichte er weitere Bücher.

## Rezeption in Norwegen
In den 1990er Jahren erklärten sich Behn und einige seiner aufstrebenden jungen Künstlerfreunde zum „Neuen Wein“. Sein erstes Buch Trist som faen wurde in Norwegen 1999 positiv rezensiert. Seit der Jahrhundertwende und seiner Hochzeit mit der Prinzessin Märtha Louise wurde Behn in norwegischen Medien jahrelang häufig als pompöser Poseur dargestellt. Er war um die Jahrhundertwende für „harte öffentliche Fehden“ mit Kritikern und Künstlern bekannt und wurde in den Medien oft lächerlich gemacht. Im Jahr 2001 forderte er den Kritiker Kjetil Rolness zu einem Duell mit Pistole oder Schwert heraus. Sein Verwandter Ole Paus nannte ihn 2002 Prins Kvaps von und zu Quasi (etwa: „Prinz Dummkopf von und zu Quasi“). Behn kommentierte später, wie er in Norwegen bewertet wurde: „Für viele Leute bin ich ein Dummkopf.“ Im Laufe der Zeit wurden er und seine künstlerische Arbeit positiver beurteilt. Der Kunsthistoriker Øivind Lorentz Storm Bjerke sagte, dass Behn „manchmal als lustiger Amateur dargestellt wird, der sich plötzlich entschied, sich mit Kunst zu beschäftigen, aber dies ist nicht richtig [...] er gehört zu einer Gruppe von bildenden Künstlern, die zwar keine formale Ausbildung haben, die aber in verschiedenen Kunstformen tätig sind.“ Nach seinem Tod wurde er auch als farbenfrohe Persönlichkeit dargestellt und für seine persönlichen Qualitäten gelobt.

## Privates
2001 verlobte er sich mit Prinzessin Märtha Louise von Norwegen. Am 24. Mai 2002 fand die Hochzeit im Nidarosdom in Trondheim statt, bei der Kåre Conradi Behns Trauzeuge war. Mit der Eheschließung wurde Behn kein offizieller Titel verliehen und er nahm auch keine Aufgaben für das Königshaus wahr.
Ari Behn und Märtha Louise von Norwegen haben drei Töchter:
- Maud Angelica Behn (* 29. April 2003 im Rikshospitalet in Oslo)
- Leah Isadora Behn (* 8. April 2005 in der Sommerresidenz Bloksberg auf der Insel Hankø (Gemeinde Fredrikstad))
- Emma Tallulah Behn (* 29. September 2008 im Elternhaus in Lommedalen bei Bærum)

2004 lebte die Familie vorübergehend in New York, sie zog 2005 wieder nach Norwegen. Später lebten sie in Lommedalen bei Bærum.
2006 erklärte Behn öffentlich, die Arbeiterpartei zu wählen. Er war eng mit dem Politiker Trond Giske befreundet. Für seine öffentlichen Meinungsäußerungen, auch über den Afghanistan-Einsatz, wurde er scharf kritisiert. Da er offiziell kein Mitglied der Königsfamilie war, durfte er sich frei äußern.
Am 5. August 2016 gab der norwegische Hof die Trennung von Märtha Louise und Ari Behn bekannt.
Am 25. Dezember 2019 starb Behn in seinem Haus in Lommedalen bei Bærum durch Suizid.
Im Januar 2020 wurde seine Beisetzung auf dem Vår Frelsers Friedhof in Oslo bekanntgegeben.

## Auszeichnungen
- Kong Olav Vs minnemedalje
- Kongehusets 100-årsmedalje

## Veröffentlichungen (Auswahl)
- Trist som faen [Traurig wie die Hölle] (Erzählungen). Kolon, Oslo 1999, ISBN 82-05-26285-3.
  - deutsch: Von mir ist die Rede. Goldmann, München 2003, ISBN 3-442-73029-5.
- Fra hjerte til hjerte. Press, Oslo 2002, ISBN 82-7547-149-4.
- Bakgård (Roman). Kolon, Oslo 2003, ISBN 82-05-32603-7.
  - deutsch: In der Wüste. btb, München 2006, ISBN 978-3-442-73306-4.
- Entusiasme og raseri (Roman). Gyldendal, Oslo 2006, ISBN 82-05-35821-4.
- Talent for lykke (Erzählungen). Kolon, Oslo 2011, ISBN 978-82-05-41906-3.
- Tiger i hagen (Erzählungen). Kolon, Oslo 2015, ISBN 978-82-05-42990-1.
- Inferno (Roman). Juritzen, Oslo 2018, ISBN 978-82-338-0151-9.